# Hochdruckvorwärmer
Ein Hochdruckvorwärmer ist ein Vorwärmer, der nach der Speisepumpe in Dampfkesseln verbaut ist. Im Gegensatz zu einer Niederdruckvorwärmer müssen für höhere Drücke ausgelegt sein. Um Kavitation an der Speisepumpe zu verhindern, ist die Einsatzmöglichkeit von Niederdruckvorwärmern technisch begrenzt und die höheren Temperaturen müssen mit Hochtemperaturvorwärmer erreicht werden.
Hochdruckvorwärmer sind vor allem in Dampfturbinenkraftwerken verbaut. Die Speisewasservorwärmung erhöht den thermischen Wirkungsgrad des Dampfprozesses. Der Dampf für den Betrieb der Hochdruckvorwärmer wird aus Anzapfungen der Hochdruck- und der Mitteldruckturbine entnommen. Der Prozess wird in mehreren Stufen durchgeführt, da er dann durch die geringere Temperaturdifferenz thermodynamisch günstiger ist. Hierfür ist der Begriff Hochdruckvorwärmerstraße üblich. Nachteil von mehr Stufen ist der höhere Kostenaufwand, da jede Stufe eigene Anzapfungen braucht und eigene Sicherheitsvorrichtungen braucht, die durch den TÜV überwacht werden müssen.